# Cyrtolophus limbicollis
Cyrtolophus limbicollis är en skalbaggsart som beskrevs av Ohaus 1912. Cyrtolophus limbicollis ingår i släktet Cyrtolophus och familjen Rutelidae. Inga underarter finns listade i Catalogue of Life.